# Momona Koibuchi
 (août 2025).
Momona Koibuchi, née le 3 mars 1999 à Akita, est une actrice et idole japonaise.

## Biographie
Momona a postulé à Kōbunsha, un bureau de recrutement d'actrices. Après avoir pris sa retraite de la fonction publique, elle a déménagé à Tokyo en 2021, où elle a été interviewée et embauchée. En février 2022, elle fait ses débuts en gravure dans FLASH de Kobunsha. Après avoir changé son nom de Momona en Koibuchi Momona, elle a révélé ses cheveux nus dans le numéro du 15 mars 2022 de FLASH,. Le nom de famille "Koibuchi" vient d'un poème de Yōzei, qui est également inclus dans le Hyakunin Isshu, "Des rivières pour hommes et femmes qui tombent du haut des collines de Tsukuba. Momona a fait ses débuts en gravure parce qu'elle voulait profiter de la gros seins qu'elle n'aimait pas. Aussi, comme autre raison, elle a dit: "Je pense que je serais plus heureuse". Le 21 avril de la même année, elle devient officiellement actrice porno sous le label SOD Star. Momona a fait ses débuts après avoir reçu des éloges de la part des gens. lors de la réalisation de scènes de gravure, et parce qu'elle aime être regardée dès le début  Sur le plateau, Momona peut en profiter et être loin d'être nerveuse. Le 18 novembre de la même année, elle a ouvert sa propre chaîne YouTube et a fait ses débuts en tant que YouTuber. Le 28 mars 2023, elle a rapporté sur sa chaîne YouTube que ses seins s'étaient agrandis.
Le 29 avril 2023, un talk-show pour le 1er anniversaire de ses débuts a eu lieu le Nakano.